# Кленов сироп
Кле́нов сиро́п (на английски: maple syrup; на френски: sirop d’érable) е сладък сироп, който в Северна Америка се прави от сока на дърветата – захарен клен (Acer saccharum), червен клен (Acer rubrum), черен клен (Acer nigrum) и ясенолистен явор (Acer negundo), а в Европа – от сока на остролистния клен (Acer platanoides). Често се използва като добавка към палачинки, гофрети и сладолед, както и като съставка в различни тестени сладкиши, торти, бонбони и десерти. Истинският кленов сироп има лек дървесен привкус.
Голяма част от кленовия сироп се произвежда в Канада и САЩ. Кленовият сироп и захарният клен са символи на Канада и на редица американски щати – като напр. Върмонт. Листът от захарен клен е национална емблема на Канада. Извън Северна Америка кленов сироп се добива и в Русия, където обаче се преработва сок от остролистен клен.

## Производство

### Технология
Събирането на кленовия сок в Северна Америка обикновено започва в началото на пролетта – от края на февруари до края на април, когато започват да се развиват пъпките, и дневната температура на въздуха през деня е над нулата, а през нощта пада под нулата. Смята се, че именно по това време дървото дава най-много сок. Най-доброто и благоприятно време за събиране на кленов сок е през март, когато сокът е най-сладък. За събирането на сока в ствола на дървото се пробиват отвори с диаметър 0,3 – 1,5 см и с дълбочина 2 – 5 см, и в тях се поставят дървени, метални или пластмасови тръбички, по които кленовият сок се стича в специално поставените под тръбичките съдове. Впоследствие сокът се изпарява и сгъстява до получаването на кленов сироп, без да се добавя захар. Доколкото кленовият сок съдържа до 96% вода, за изпаряването на водата и сгъстяването на сиропа е необходимо продължително време. Средно за получаването на 1 литър кленов сироп или мека кленова захар са необходими 40 – 50 литра кленов сок.

### Места на производство
Захарният клен, от който основно се добива кленов сок, както и червеният и черният клен, в природата се срещат само в Северна Америка. Кленовият сок от стари времена се добива и използва от коренното население на този континент. По-късно тази практика е усвоена от европейските заселници, които постепенно усъвършенстват методите за добив и преработка.
Около 80% от световното производство на кленов сироп е съсредоточено в канадската провинция Квебек. Канадският износ на кленов сироп се оценява на повече от 145 милиона канадски долара годишно. В Канада кленов сироп се произвежда и в провинциите Онтарио, Ню Брънзуик, Остров Принц Едуард. В САЩ кленов сироп се произвежда в щатите Ню Йорк, Мейн, Масачузетс, Върмонт и Пенсилвания. Върмонт е най-големият производител на сироп в САЩ, с около 5,5% от световното годишно производство.
В канадските провинции Манитоба и Саскачеван кленов сироп се получава чрез преработка на сок от ясенолистен явор (Acer negundo). Добивът на сок от ясенолистен явор е наполовината от този на захарния клен. Кленовият сироп от ясенолистен явор е с малко по-различен вкус от кленовия сироп, получен от захарен клен, тъй като съдържа по-малко захар и дървесният сок се движи по бавно.
Извън Северна Америка кленов сироп се добива и руската Ленинградска област, където се преработва сок от остролистен клен.

### Класификация
Сиропът условно се разделя на канадски и американски въз основа на неговата плътност и прозрачност. В Канада за чистотата и качеството на кленовия сироп следи специална държавна агенция. Сега стандартите за качество в Канада и САЩ са уеднаквени. Докато в миналото всеки щат или провинция е имал свои собствени закони относно класификацията на кленовия сироп, сега тези закони определят единна система за класификация. Това е в резултат на дългогодишна работа по финализиране на новата система за класификация. През 2014 г. Канадската агенция за инспекция на храните обявява в Canada Gazette от 28 юни 2014 г., че правила за продажбата на кленов сироп ще бъде изменен, за да се включат нови описания, по искане на Международния институт по кленов сироп (IMSI).
На 31 декември 2014 г. Канадската агенция за инспекция на храните (CFIA), а от 2 март 2015 г. и Департамента по земеделие на САЩ (USDA) Marketing Service земеделието (AMS), издават ревизирани стандарти относно класификацията на кленов сироп, както следва:
- Grade A (Клас А):
  - Golden Colour and Delicate Taste – златист цвят и по-мек и деликатен вкус;
  - Amber Colour and Rich Taste – кехлибарен цвят и богат вкус
  - Dark Colour and Robust Taste – тъмен цвят и наситен вкус
  - Very Dark Colour and Strong Taste – много тъмен цвят и силен вкус.
- Processing Grade
- Substandard – нестандартен

Ако кленовият сироп няма нехарактерен привкус и аромат и е с еднакъв цвят и чистота, без следи от помътняване и утайка, той може да бъде обозначен като една от степените на клас А. Ако той има проблеми с някои от изброените показатели, той не отговаря на изискванията за клас А и трябва да бъдат етикетирани като Processing Grade кленов сироп и не може да се продава на потребителите. Ако кленовият сироп не отговаря и на изискванията на Processing Grade кленов сироп (включително доста характерен „кленов“ вкус), той се класифицира като нестандартен. [58]

## История
Първото писмено споменаване на кленовия сироп от 1760 г. съдържа сведения, че в Канада растат кленове, даващи голямо количество полезен и освежаващ сладък сок, който се използва и за получаването на захар. Северноамериканските индианци са използвали кленовия сок като подсладител. След колонизирането на континента европейските заселници бързо развиват добива на кленов сок и производството на кленов сироп и кленова захар. През XVIII век обемът на производство на кленова захар намалява, поради увеличения добив на захарна тръстика и увеличеното производство на тръстикова захар, която е по-евтина и се произвежда много по-лесно от кленовата.